# Liga de La Rambla
La Liga de La Rambla fue una asamblea de ciudades andaluzas celebrada en la localidad de La Rambla a inicios de 1521, con el objetivo de hacer frente al movimiento comunero que desde el norte Castilla amenazaba a extenderse a la provincia de Andalucía. Se estructuró como una respuesta antagónica a la Santa Junta, el órgano supremo de la rebelión que por entonces se hallaba reunida en Valladolid.
La Liga terminó aprobando diecisiete formulaciones, y entre ellas, la del reclutamiento de un ejército con el que hacer frente tanto a un ataque externo de los comuneros como a una subversión interna. Con todo esto, para el poder real estaba asegurada la lealtad de Andalucía, poco proclive de por sí a unirse a la rebelión castellana.

## Conformación de la Liga
La idea de agrupar a las ciudades leales a la causa del rey Carlos I y sus virreyes el Condestable, el Almirante y Adriano de Utrecht, surgió en Córdoba probablemente inspirada por su corregidor, Diego Osorio, el cual en octubre de 1520 buscó el apoyo de Sevilla y Jerez de la Frontera para poner fin a las tentativas comuneras de extender la rebelión a la provincia. El 22 de dicho mes un regidor de Sevilla, Fernández Melgarejo, se presentó en la ciudad para entregar una carta de creencia. Sus términos eran claros:

Es menester que estén juntos y confederados para resistir todas las personas que lo contrario desto querrán, y que esta ciudad, con V. S. y con otras ciudades desta Andalucía que estuvieren en este propósito, estarán juntas y conformes, que cada vez que sea menester se juntarán para ello con su gente, asi de pié como de á caballo, y que resistirán cualesquier juntas de gentes que cualquier grande destos reinos ó otras cualesquier personas harán contra lo susodicho, de manera que V. S. y la ciudad de Sevilla y toda esta Andalucía estén en toda paz y sosiego.
Carta de creencia de Fernández Melgarejo para el concejo de Córdoba.

Sevilla remitió á Córdoba la designación del lugar que creyese más conveniente para constituir
la Junta; pero Córdoba, agradeciendo la cortesía, respondió que se conformaba con el lugar que eligiesen ella y Jerez. De común acuerdo entonces designaron estas dos ciudades la villa de la Rambla como sitio de reunión, a tres leguas de Córdoba. Doce ciudades realengas enviaron su representación a ella: Sevilla, Córdoba, Jerez de la Frontera, Ecija, Carmona, Cádiz, Antequera, Gibraltar, Andújar, Ronda, Jaén y Alcalá la Real —estas dos cuyos procuradores se incorporaron tiempo después— y otras cuatro pertenecientes al maestrazgo de Calatrava en la provincia: Martos, Arjona, Torre de don Jimeno y Porcuna. La ciudad de Úbeda envió observadores pero no firmó la declaración final, lo que tampoco hizo Baeza.
En cuanto a Málaga y a pesar de las gestiones que realizaron las ciudades de Córdoba y Jerez, se negó a enviar representantes a la asamblea, aunque aclarando que su postura era de absoluta lealtad al rey. Algo parecido ocurrió con Granada, según consta por las respuestas que dirigió a Málaga entre el 18 y 23 de enero. En efecto, la ciudad decidió no participar hasta consensuar la opinión de las distintas localidades bajo su jurisdicción, lo que a su vez le llevó a pedir a Córdoba y a Sevilla el aplazamiento de las reuniones. Ciertamente, manifestó que si bien los comisionados, para agilizar los trámites, serían designados por cada cabildo, no se desplazarían sin la aprobación de la capital. Finalmente, ante la poca consideración que mostraron Córdoba y Sevilla a este planteo, la ciudad de Granada terminó absteniendose de enviar representantes, aunque nuevamente hay que decir tal posición no ponía de entredicho su lealtad a Carlos I sino que estamos, más bien, frente a una cuestión formal de respeto a su propia entidad como jurisdicción cohesionada. 

### Procuradores  que asistieron
La historiografía ha conservado los nombres de los procuradores que asistieron a la liga de La Rambla. Recordemos que Jaén, Alcalá la Real y aparentemente también Ecija se sumaron días después (esto está detallado más adelante). En definitiva, de las ciudades realengas fueron las siguientes:
| Por Sevilla: - Jorge de Portugal. - Alonso de Céspedes (licenciado). Por Jérez de la Frontera: - Diego de Herrera (regidor). - Juan Riquel (jurado). Por Córdoba: - Luis Méndez de Sotomayor (regidor). - Gónzalo Fernández de Córdoba (regidor). - Francisco Pacheco. - Pedro de los Ríos. Por Antequera: - Fernando de Narváez (regidor). - Iñigo de Arroyo (jurado). | Por Ronda: - Francisco de Ovalle. - Rui Gutiérrez de Escalante. Por Cádiz: - Cristóbal Cabrón (regidor). - Simón Gentil (regidor). Por Jaén (se sumaron recién el 10 de febrero): - Juan Fernández. - Diego Hernández. - Diego Sánchez de Bonilla. Por Alcalá la Real (se sumó recién el 15 de febrero): - Pedro de Pineda (regidor). | Por Andújar: - Pedro de Reinosa (regidor). - Pedro de Barages (regidor). Por Gibraltar: - Juan de Torres (regidor). - Diego Calvo (jurado). Por Carmona: - Diego López de Castilla. - Alonso de Beza. - Luis de Rueda. Por Ecija: - Luis Portocarrero (regidor). - Alonso Melgar (jurado). |

De las del maestrazgo de Calatrava, por su parte, asistieron:
| Por Martos: - Diego López de Padilla. - Miguel de Ortega. - Francisco Gutiérrez de Lindines. Por Arjona: - Juan Sánchez Barrera. - Cristóbal de Piédrola. - Francisco Pérez (alcalde). | Por Torre de Don Jimeno: - Juan Beltrán. - Diego de Barrionuevo. - Pedro de Martos. Por Porcuna: - Rodrigo de Alanis. - Alonso Ruiz de Montilla. |

## Reunión de la asamblea

### Proposiciones
La junta de ciudades reunida en La Rambla comenzó sus tareas el 20 de enero de 1521, dejando sentado ante todo el motivo de su convocatoria:

Acordaron de se juntar y juntaron (...) para se confederar e unir en el seruicio de sus magestades y en su obidencia e de sus governadores y para poner paz e sosiego en estos reynos del Andaluzía e Granada y de aquí procurar con todas sus fuerzas de remediar lo de Castilla y traerlo a este propósito.
Declaración de la liga de Rambla.

El 8 de febrero, en altar de la iglesia mayor, los procuradores, por sí y por las ciudades que representaban, otorgaron ante el escribano público Alonso de Valenzuela los diecisiete capítulos y declaraciones que habían formulado para combatir la revuelta castellana, y prometieron, so pena de veinte mili castellanos de oro para la Cámara de SS. MM, cumplirlas y hacerlas cumplir:
1. Lealtad al rey Carlos I y sus virreyes.
2. Mantenimiento del orden en las ciudades representadas.
3. Apoyo a los representantes del poder regio.

Los procuradores de Ecija otorgaron esta cláusula sin el «todas juntas» de la frase final: dándoles todo el favor é ayuda que para la execucion de la justicia fuere menester, y que esto procuraremos de hacer ó sostener todas juntas y cada una de por sí.
4. Castigo a los agitadores.
5. Garantizamiento de la existencia en cada ciudad de un representante del poder real, prorrogando el cargo de los corregidores si fuese necesario.
6. Negativa a recibir las cartas de la Santa Junta y castigo a sus portadores.
7. Alianza militar en caso de una eventual ofensiva militar por parte de los comuneros.
8. Alianza militar contra un posible levantamiento de los moriscos de Granada o contra una invasión de los musulmanes de África.
Los procuradores de Antequera agregaron a esta cláusula que su ciudad la cumpliría si primero le señalaban la paga a sus soldados y no se ofreciendo en el reino otra mayor necesidad.
Los procuradores de Ecija la otorgaron con los siguientes agregados: no se necesitaría una orden del rey ni los virreyes para actuar, solo se debería entrar a la acción si se trataba de un levantamiento o invasión importante que no pudiese ser sofocada por las guardas de la costa, y se ofrecería ayuda también a los lugares de allende el mar, con paga a cargo del tesoro real.
9. Alianza militar contra cualquier conato de rebeldía interno.
Los procuradores de Antequera agregaron a esta cláusula que la paga correría a cargo de la ciudad rebelada.
Los procuradores de Ecija otorgaron la cláusula con el siguiente aditamiento: que la ciudad ó villa donde esto acaeciere se junte con la justicia y no lo consienta y lo resista con toda su posibilidad; é si esto no bastare que lo haga saber á los Gobernadores para que manden sobrello proveer lo que vieren que más conviene al servicio de SS. MM.
10. Toma de precauciones ante el reclutamiento de tropas que pudiesen hacer los nobles:

Y que la ciudad que más cercana estuviere, sea obligada á enviar á requerir á la persona
que el tal ayuntamiento hiciere, que la derrame y desfaga: lo cual todo fecho, si la tal persona no deshiciere la gente que tiene, que todas las dichas ciudades é villas confederadas se junten con la gente en esta capitulación señalada y vayan sobre el tal inobediente á le compeler á que derrame la dicha gente, á costa de la renta de SS. MM. y que no fagan escándalo ni alboroto alguno, y que se suplique al Rey nuestro Señor éá sus Gobernadores que la gente, que se hiciere para resistir lo contenido en estos capítulos, tengan por bien que se pague de las Rentas Reales de SS. MM., pues es para su servicio y para la pacificación del Andalucía, y que SS. AA. manden cobrar de los culpados lo que así se pagare.
Cláusula número 10 de la declaración.

Los procuradores de Ecija no otorgaron esta cláusula.
11. Exhortación a las ciudades en rebelión a deponer su actitud (se hace especial hincapié en Jaén, Úbeda, Baeza, y Toledo), que estas ciudades les suplicarán por su perdón de lo pasado.
12. Llamamiento al rey para su pronto regreso a la península, pidiéndole además que desembarcase por Andalucía y no trajese consigo cortesanos extranjeros.
13. La declaración debía ser jurada por todas las ciudades representadas, y el que no lo hiciere, siendo vecino de cualquiera de ollas, le apremien á ello y le echen fuera de la ciudad.
Los procuradores de Ecija lo otorgaron sin la parte que dice que la declaración debería ser jurada por los señores é vecinos ó moradores comarcanos.
14. También debía ser autorizada y ratificada por el rey y los virreyes.
15. Envío de un emisario al rey.
16. Disolución de la asamblea al momento del regreso de Carlos.
17. Reclutamiento de contingentes militares en las ciudades para hacer cumplir los objetivos contraídos en esta declaración. La cantidad, con los soldados de Jaén incluidos (sus procuradores se sumaron días después, según se verá en el próximo apartado), quedaba fijada de la siguiente manera:
| Ciudad     | Caballeros | Infantes |
| ---------- | ---------- | -------- |
| Sevilla    | 250        | 1200     |
| Córdoba    | 250        | 1200     |
| Jaén       | 100        | 300      |
| Jérez      | 70         | 300      |
| Ecija      | 70         | 300      |
| Maestrazgo | 70         | 300      |
| Carmona    | 30         | 150      |
| Cádiz      | -          | 100      |
| Antequera  | 30         | 150      |
| Andujar    | 20         | 100      |
| Ronda      | -          | 100      |

En total, pues, las ciudades debían poner a disposición de la Liga 4.200 infantes y 890 caballeros.
Los procuradores de Ecija hicieron hincapié en que solo se debería utilizar este ejército para luchar contra los comuneros y los moros, é no para otra cosa ninguna.
El mismo día 8 de febrero la declaración fue pregonada por Pedro Sánchez con trompetas y atables en la plaza mayor de La Rambla, sobre un cadalso entoldado con alfombras y preparado a tal efecto. El 14 de marzo fue jurada por el corregidor, los regidores y los letrados de Córdoba, y pocos días después por los vecinos. Además se enviaron individuos del cabildo de la ciudad a exigir el juramento de obediencia a los señores y pobladores de la comarca, siendo de los primeros en prestarlo el conde de Cabra, el marqués de Comares, el conde de Alcaudete, el señor de Luque, el marqués de Priego y el conde de Palma.

### Llegada de los procuradores de Jaén y Alcalá la Real
El 10 de febrero, reunidos los diputados de las ciudades confederadas en el hospital de la Caridad, se presentaron los de la ciudad de Jaén pidiendo ser admitidos en la Junta. Tras una ligera discusión acerca de las instrucciones de las que eran portadoras, que no estaban conformes con las de los demás diputados, Juan Fernández, Diego Hernández y Diego Sánchez de Bonilla se avinieron a firmar la declaración con los aditamentos siguientes:
- En los puntos 9 y 10 dijeron que la paga de las soldadas correría a cuenta de su ciudad solo por seis días. A partir de entonces debería ser cubierta por el tesoro real.
- En el punto 12 dijeron que no otorgaban lo referente al pedido de que el rey, a su vuelta, no trajiese cortesanos extranjeros consigo.
- En el punto 17 dijeron que ponían a disposición 100 caballeros y 300 infantes (ver cuadro).

El 15 se presentó en la Junta el procurador de Alcalá la Real, Pedro de Pineda, y firmó y juró los capítulos acordados el día 8.

## Consecuencias
Los virreyes conocieron la declaración final por mano de Pedro de Velasco, enviado desde La Rambla con ese propósito. Al principio sintieron ciertas inquietudes, pues temían que la asamblea, siguiendo a los comuneros, elevase categóricamente al rey sus propias reivindicaciones. Ello finalmente no ocurrió; dado que si bien la asamblea de La Rambla no tuvo demasiadas ocasiones para demostrar su alcance —la provincia se mantuvo por lo general en calma— siempre constituyó para el poder real una garantía de fidelidad en la región y una amenaza a otros núcleos rebeldes cercanos, como Murcia. 
En cuanto a sus gestiones con Toledo para que abandonase el movimiento naturalmente fracasaron. A la carta escrita por los diputados de la asamblea el 31 de enero, Toledo respondió el 8 de febrero
recriminando duramente la actitud del rey y sus gobernadores y excusandose de enviar sus diputados por ser un asunto muy importante que requería consultar con las demás ciudades comuneras:

Y á lo que vmds. dicen que enviemos personas para comunicar con vmds. sobre ello, por cumplir el mandamiento de vmds. se hiciera luego, mas por ser cosa de tanta calidad y ser necesario descomunicar con todas las ciudades y villas con quien tenemos amistad, no se pudo hacer.
Carta de Toledo a los procuradores de La Rambla, fechada 8 de febrero de 1521.

### Libros
- Pérez, Joseph (1977). La revolución de las comunidades de Castilla (1520-1521). Siglo XXI de España Editores. ISBN 9788432302855.

- Danvila, Manuel (1898). Historia critica y documentada de las Comunidades de Castilla. Volumen III. OCLC 4782003.

- de Leiva y Muñoz, Francisco (1870). Los Comuneros de Córdoba ante Carlos I, rey de España y emperador de Alemania: documentos inéditos copiados del archivo municipal (PDF). Imprenta del Diario Córdoba.

### Publicaciones
- Rodríguez Villa, Antonio (1875). «Córdoba y la Guerra de las Comunidades». Revista Europea 3 (53): 553-562.

- Worboys, Pilar (2003). «Málaga y la junta anticomunera de La Rambla» (PDF). Baetica. Estudios de Arte, Geografía e Historia. ISSN 0212-5099.

- Datos: Q47770872